# Валеграша (Асколи Пичено)
Валеграша (итал. Vallegrascia) насеље је у Италији у округу Асколи Пичено, региону Марке.
Према процени из 2011. у насељу је живело 27 становника. Насеље се налази на надморској висини од 858 м.